# 磁ロックス
磁ロックス（じロックス、8月13日 - ）は、日本の漫画家。香川県出身。
『喪服のマリア』（2002年「ザ花とゆめ」1月1日号）でデビュー。

## 作品リスト
- 3年Z組ポチ先生（全1巻）
- 魔女っ子モモカ（2009年1月時点で未単行本化）